# Лібер Юрій (Джордж)
Лібер Юрій (Джордж) (нар. 12. 03. 1953, м. Перт, шт. Західна Австралія, Австралія) — історик. Син Мирослава Лібера.

## Життєпис
У 1958 р. разом із родиною переїхав до США. Здобув ступінь бакалавра з історії в Університеті Індіани (1975), магістра — у Гарвардському університеті (1977), докторат з історії — у Колумбійському університеті (1986).
Від 1987 викладає історію в Університеті Алабами: від 2002 — професор. Досліджує історію СРСР і країн, що утворилися після його розпаду, зокрема України; проблеми їхньої демократизації; питання націоналізму й національної ідентичності у пострадянських державах. Як міжнародний спостерігач від Організації з безпеки і співробітництва у Європі працював на виборах в Україні та Казахстані.

## Основні праці
- Nonconformity and dissent in the Ukrainian SSR, 1955—1975: An annotated bibliography. Cambridge, 1978;
- Soviet nationality policy, urban growth and identity change in the Ukrainian SSR. 1923—1934. Cambridge, 1992;
- Soviet Nationality Policy, Urban Growth, and Identity Change in the Ukrainian SSR 1923—1934 // Cambridge Russian, Soviet and Post-Soviet Studies. 2002. № 8; Alexander Dovzhenko: A Life in Soviet Film. London, 2002.